# Vojvoda Zimonić
Vojvoda Zimonić (en serbe cyrillique : Војвода Зимонић ; en hongrois : Ilonafalu) est un village de Serbie situé dans la province autonome de Voïvodine. Il fait partie de la municipalité de Kanjiža dans le district du Banat septentrional. Au recensement de 2011, il comptait 246 habitants.

## Démographie

### Évolution historique de la population
| 1948 | 1953 | 1961 | 1971 | 1981 | 1991 | 2002 | 2011 |
| ---- | ---- | ---- | ---- | ---- | ---- | ---- | ---- |
| 472  | 448  | 587  | 529  | 383  | 282  | 340  | 246  |

|  |